# 新巴590A線
新巴590A線是香港島一條已停駛的巴士路線，循環來往海怡半島至金鐘（東），途經黃竹坑、香港仔隧道及灣仔。

## 歷史

### 簡介
本線前身為第一代590線，來往海怡半島及中環（交易廣場），在1992年3月1日由中巴開辦，以配合海怡半島第一期入伙。在開辦時已是與同時往返海怡半島的中巴592、595線一樣是全空調巴士服務，而590線收費為$4.5。本線除了服務海怡半島外，也同時充當90線的空調服務，並同時與城巴非專利路線90R作競爭。而第一代590線途經灣仔、金鐘及中環，路線跟現時590A線的海怡半島至金鐘段及重組前M590線在590A線收車後的路線相似。
城巴於1993年9月1日接辦了90線，以略高一點於中巴非空調巴士收費，提供全空調服務，令第一代590車費顯得昂貴，而鴨脷洲邨客量開始下跌，但因海怡半島居民甚多，故仍有一定的乘客。
新巴於接辦以後，90線及第一代590線的收費相差已經很大，新巴為與城巴競爭，所以便在平日早上至傍晚分拆第一代590線，成為本線及M590線。當時，本線只於平日早上至黃昏傍服務，來往海怡半島及金鐘（東）。而平日晚間及假日全日，M590線則按照第一代590線的行車方式，不經告士打道，取代590A平日早上至黃昏路段。
新巴打算以較低的收費跟90線作競爭，中巴開辦初期，車費為$4.5；在新巴接辦後，車費已增至$6.2；在1999年10月10日，第一代590線重組後，590A線收$5.8及M590線收$6.1。其後新巴加價，590A線加至$6.1，M590線加至$6.5，但一波未平，一波又起，新巴在2008年6月8日除30X外全線加價，590A線再加至$6.5，M590線再加至$6.9，兩線收費已加至第一代590線的水平之上。而90線方面，城巴在1993年9月1日接辦後，只收$3.4，比590線相差$2.4，後來加至$4.7直到現在。現時90線與590A線的收費相差$1.8並和M590線的收費相差$2.2，令590A線的客量大減。
為進一步改善服務及重新定位鴨脷洲來往灣仔、金鐘及中環的巴士服務，於《2010-11年南區路線發展計劃》中，建議M590線改為每天所有班次依平日日間特快路線行走（即途經堅拿道天橋、告士打道，不停軒尼詩道及金鐘），並改稱590線，成為第2代590線；本路線則提升至每天早上至凌晨提供服務，分流海怡半島來往灣仔、金鐘及中環的乘客。建議獲南區區議會通過，已於2010年5月30日起實施。
南港島綫於2016年12月通車後，由於海怡半島靠近港鐵站，不少居民會選擇港鐵而非巴士服務，因此相關巴士路線載客率在鐵路通車後跌幅相當明顯，此路線乘客量更急跌六成，因此新巴於2017年6月26日起永久停辦590A線。

### 年表
- 1999年10月10日：投入服務，由590線重組及分拆出來，只於平日早上至黃昏提供服務。[4][5]
- 2010年5月30日：提升至每日早上至凌晨提供服務，同日起M590線改稱590線，全日改經堅拿道天橋、告士打道，不停軒尼詩道及金鐘。
- 2017年4月17日：因港鐵南港島綫通車後客量大跌，本線班次削減至15-40分鐘一班，並改為循環線運作。
- 2017年6月26日：因客量偏低，本線永久停駛。[3][6]

## 服務時間及班次
| 海怡半島開           | 海怡半島開  | 海怡半島開   | 金鐘（東）開（大約） | 金鐘（東）開（大約） | 金鐘（東）開（大約） |              |              |
| 日期                 | 服務時間    | 班次（分鐘） | 日期                 | 服務時間             | 班次（分鐘）         |              |              |
| -------------------- | ----------- | ------------ | -------------------- | -------------------- | -------------------- | ------------ | ------------ |
| 星期一至五           | 06:00-17:00 | 30           | 星期一至五           | 06:35-17:35          | 30                   |              |              |
| 星期一至五           | 17:00-19:30 | 15           | 星期一至五           | 17:35-20:05          | 15                   |              |              |
| 星期一至五           | 19:30-23:00 | 30           | 星期一至五           | 20:05-23:05          | 30                   |              |              |
| 星期一至五           | 23:40       | 23:40        | 星期一至五           | 23:40、00:15         | 23:40、00:15         | 23:40、00:15 | 23:40、00:15 |
| 星期六、日及公眾假期 | 06:00-23:00 | 30           | 星期六、日及公眾假期 | 06:32、07:02         | 06:32、07:02         |              |              |
| 星期六、日及公眾假期 | 23:40       | 23:40        | 星期六、日及公眾假期 | 07:35-23:35          | 30                   |              |              |
|                      |             |              | 星期六、日及公眾假期 | 00:15                |                      |              |              |

特別班次（海怡半島 → 金鐘（東））
- 星期一至五：07:45、08:45

星期六、日及公眾假期不設服務

## 收費
全程：$6.5
- 過香港仔隧道後往金鐘：$4.1
- 過香港仔隧道後往海怡半島：$4.1

| - 本線設有12歲以下小童及65歲或以上長者半價優惠。 - 65歲或以上香港居民使用「樂悠咭」，以及12歲以下合資格殘疾兒童使用「殘疾人士身份」個人八達通繳付車資，均可享有每程$2.0或半價（以較低者為準）的票價優惠；12至64歲合資格殘疾人士使用「殘疾人士身份」個人八達通（包括「樂悠咭」），以及60至64歲香港居民使用「樂悠咭」繳付車資，均可享有每程$2.0或全費（以較低者為準）的票價優惠。 - 65歲或以上長者如使用長者或一般個人八達通繳付車資，則只可享有半價優惠；12至64歲合資格殘疾人士如不使用「殘疾人士身份」個人八達通，以及60至64歲人士如不使用「樂悠咭」繳付車資，必須繳付全費。 - 乘客可以現金或八達通於上車時付款，不設找續。 - 每位成人乘客可免費攜帶最多兩名4歲以下而不佔座位的兒童乘客乘車，超額之4歲以下小童必須繳付小童車費乘車。 - 九龍巴士、城巴及龍運巴士全職員工及家屬（不包括外判職員）可免費乘搭本路線，惟必須拍職員或職員家屬八達通。 - 乘客亦可使用AlipayHK「易乘碼」、支付寶、 WeChatHK／微信支付「搭車碼」、銀聯雲閃付「乘車碼」及BOC Pay「乘車碼」、具有感應式支付功能的VISA、Mastercard及銀聯卡，以及Apple Pay、Google Pay及Samsung Pay流動支付平台繳付車資。使用此支付方式的乘客可享有中途下車之分段收費，以及與其他城巴獨營路線或聯營線城巴班次之轉乘優惠，惟不適用於與非城巴路線之轉乘優惠。使用此支付方式的乘客亦不能享有「公共交通費用補貼計劃」及「長者及合資格殘疾人士公共交通票價優惠計劃」。 |

## 使用車輛
本線停駛前主要使用丹尼士三叉戟三型（11XX、12XX、14XX、30XX，已退役）、亞歷山大丹尼士Enviro 500 (MMC)（40XX、55XX）和富豪超級奧林比安（50XX，已退役）及Enviro400 Euro V（38**）巴士行走。

## 行車路線
經：怡南路、海怡路、鴨脷洲橋道、黃竹坑道、香港仔隧道、黃泥涌道、摩理臣山道、天樂里、軒尼詩道、杜老誌道、告士打道、夏愨道、紅棉路支路、金鐘道、添馬街、德立街、金鐘（東）巴士總站、樂禮街、金鐘道、軒尼詩道、分域街、莊士敦道、灣仔道、摩理臣山道、黃泥涌道、香港仔隧道、黃竹坑道、鴨脷洲橋道、海怡路、怡南路、海怡路、利南道及怡南路。
逢跑馬地賽馬賽事結束前一小時至結束後一小時期間，本線改經堅拿道西、堅拿道天橋、維園道、天橋、告士打道、堅拿道天橋返回香港仔隧道原有路線。

### 沿線車站
| 海怡半島開 | 海怡半島開         | 海怡半島開             |
| 序號       | 車站名稱           | 位置                   |
| ---------- | ------------------ | ---------------------- |
| 1          | 海怡半島           | 海怡半島公共運輸交匯處 |
| 2          | 海怡半島美暉閣     | 海怡路                 |
| 3          | 海怡半島海韻閣     | 海怡路                 |
| 4          | 鴨脷洲邨利澤樓     | 鴨脷洲橋道             |
| 5          | 鴨脷洲邨           | 鴨脷洲橋道             |
| 6          | 利枝道             | 鴨脷洲橋道             |
| 7          | 鴨脷洲徑           | 鴨脷洲橋道             |
| 8          | 甄沾記大廈         | 黃竹坑道               |
| 9          | 海洋公園道         | 黃竹坑道               |
| 10         | 香港仔隧道收費廣場 | 黃竹坑道               |
| 11         | 立德里             | 摩理臣山道             |
| 12         | 北海中心           | 軒尼詩道               |
| 13         | 杜老誌道           | 杜老誌道               |
| 14         | 舊灣仔警署         | 告士打道               |
| 15         | 分域街             | 告士打道               |
| 16         | 海富中心           | 夏慤道                 |
| 17         | 金鐘站             | 金鐘（東）巴士總站     |
| 18         | 熙信大廈           | 軒尼詩道               |
| 19         | 修頓球場           | 莊士敦道               |
| 20         | 巴路士街           | 灣仔道                 |
| 21         | 天樂里             | 灣仔道                 |
| 22*        | 跑馬地馬場         | 摩理臣山道             |
| 23         | 香港仔隧道收費廣場 | 黃竹坑道               |
| 24         | 香港仔運動場       | 黃竹坑道               |
| 25         | 業興街             | 黃竹坑道               |
| 26         | 勝利工廠大廈       | 黃竹坑道               |
| 27         | 鴨脷洲徑           | 鴨脷洲橋道             |
| 28         | 利枝道             | 鴨脷洲橋道             |
| 29         | 御庭園             | 鴨脷洲橋道             |
| 30         | 海怡半島怡韻閣     | 海怡路                 |
| 31         | 海怡半島海韻閣     | 海怡路                 |
| 32         | 海怡半島           | 海怡半島公共運輸交匯處 |

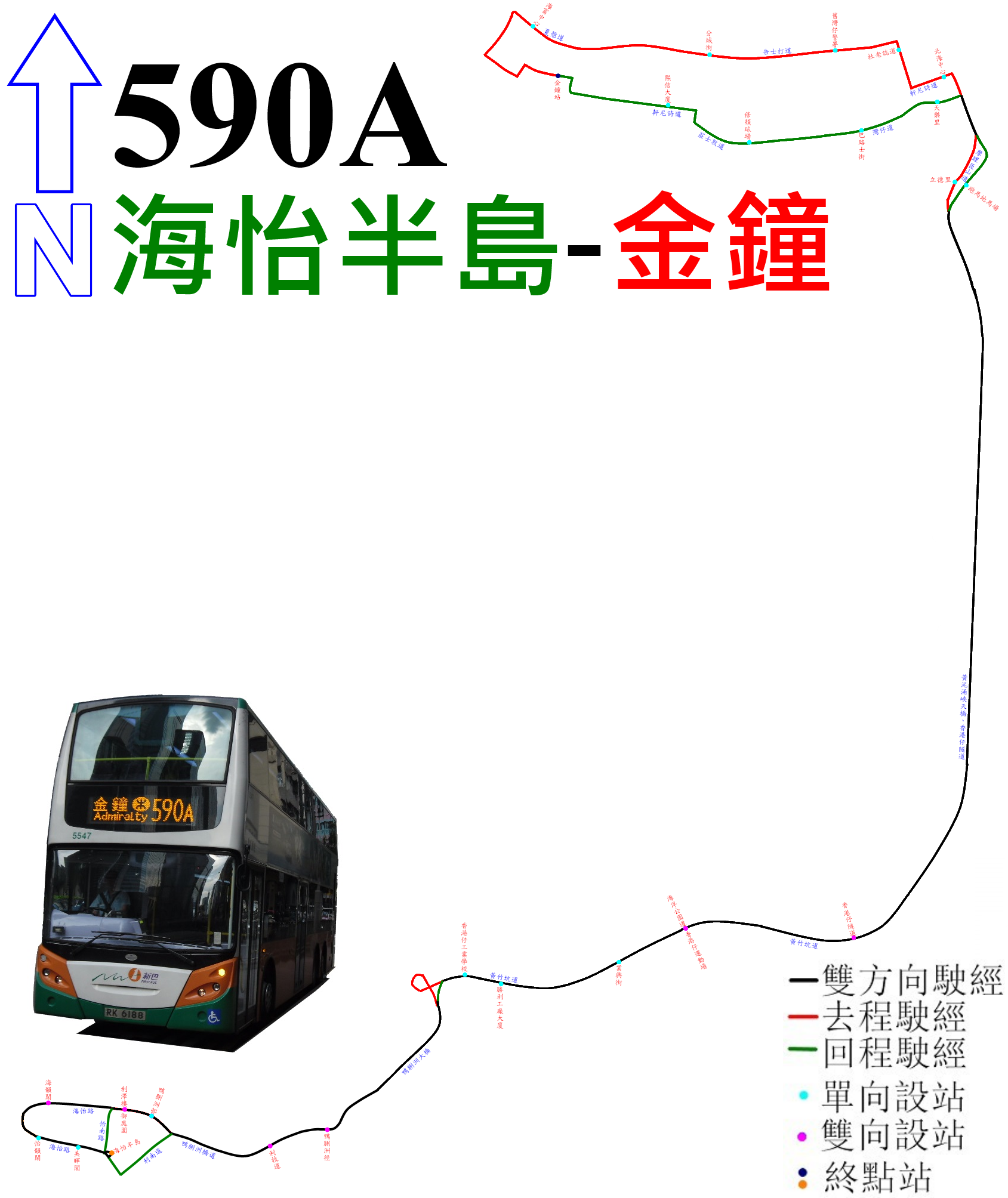
本線的走線圖

- 當跑馬地馬場進行賽事期間，將不停有 * 號之車站。

## 外部連結
- 681巴士總站 新巴590A線 （页面存档备份，存于）
- 新巴新聞稿 - 新巴M590及590A號線實施新安排　M590路線編號更改為590　 590A號線每日提供服務 （页面存档备份，存于）
- 《二十世紀港島區巴士路線發展史》
- 蛻變中的香港巴士（香港島及渡輪篇）